# (15248) Hidekazu
(15248) Hidekazu est un astéroïde de la ceinture principale.

## Description
(15248) Hidekazu est un astéroïde de la ceinture principale. Il fut découvert le 29 novembre 1989 à Kitami par Kin Endate et Kazuro Watanabe. Il présente une orbite caractérisée par un demi-grand axe de 2,57 UA, une excentricité de 0,21 et une inclinaison de 1,2° par rapport à l'écliptique.

## Compléments